# Jardim espanhol

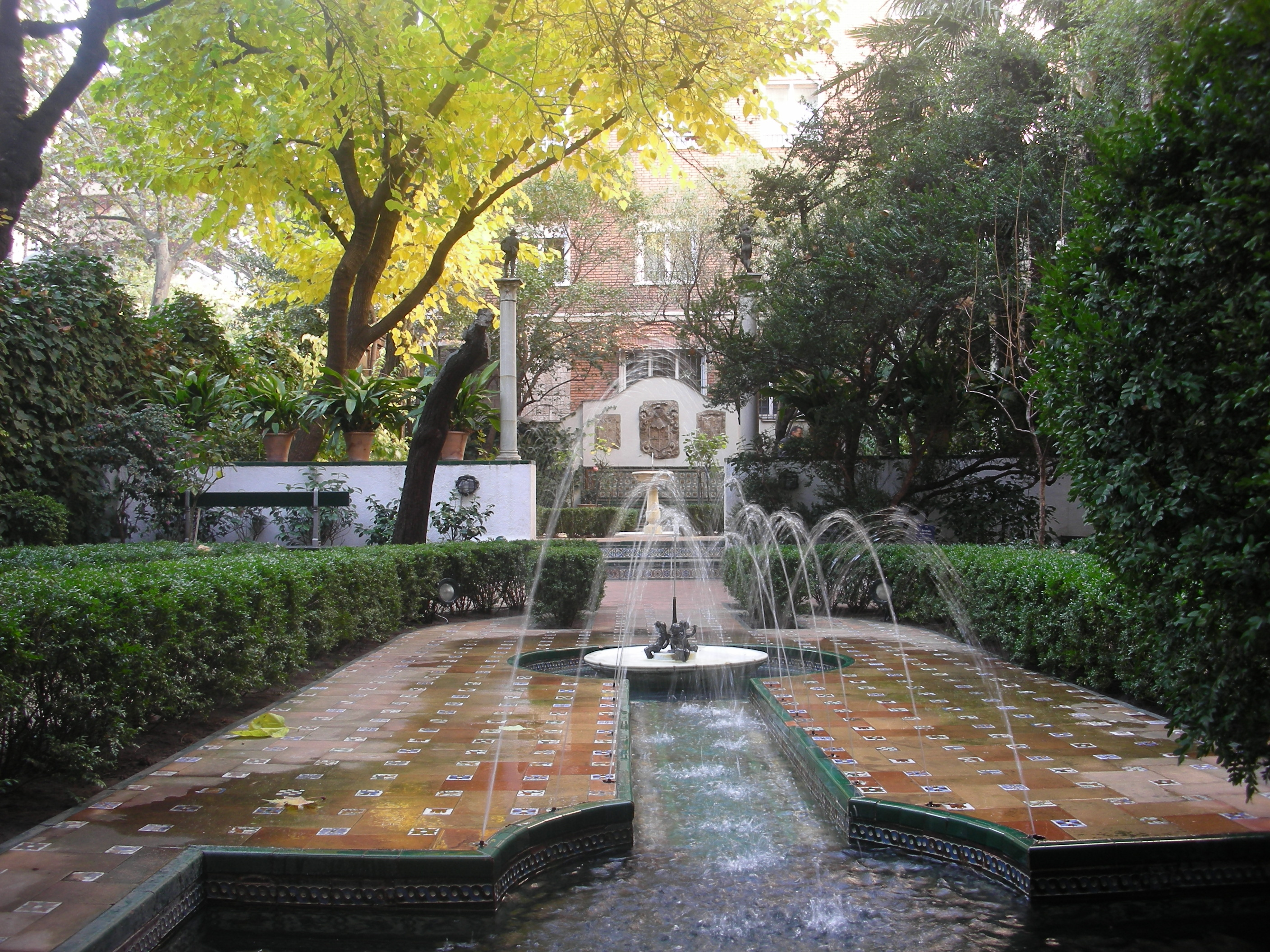
Jardim do Museu Sorolla.

O jardim espanhol é um tipo de jardim que se desenvolveu na Espanha, na era Al-Andalus, incorporando princípios e elementos do paisagismo dos jardins islâmicos.
Por causa do clima do país, este jardim é caracterizado por largas fontes e pelas acéquias, que trazem frescor e humidade reconfortante, rodeadas pelo aroma de flores e árvores. Todo o jardim se articula ao redor da água, elemento primordial. Além disso, através das loggias e de caminhos porticados, marcados pelo uso decorativo da cerâmica, pode-se obter sombra.
Exemplos típicos deste estilo de jardim são os do Real Alcázar e do Parque de Maria Luísa, ambos em Sevilha, e os jardins de Alhambra, em Granada.